# Cathrine Grage
Cathrine "Cat" Marie Grage (født 13. oktober 1976) er en dansk rulleskøjteløber, skøjteløber og cykelrytter.
Cathrine Grage havde en baggrund som rulleskøjteløber med både EM- og VM-deltagelse for Danmark, da hun i 2005 forsøgte sig med hurtigløb på isskøjter for første gang. Hun opnåede hurtigt gode resultater, og i 2009 kvalificerede hun sig til at deltage ved de olympiske vinterlege i Vancouver i 2010 i hurtigløb på skøjter, hvor hun opnåede en 14.-plads på 5000 m-distancen som bedste resultat. I 2012 vandt hun to danmarksmesterskaber ved DM i landevejscykling.
Cathrine Grages oldefar George Falcke repræsenterede Danmark ved OL 1912 i Stockholm, hvor han vandt en sølvmedalje i gymnastik for hold efter svensk system.

## Rulleskøjteløbskarriere
Cathrine Grage har mere end 20 nationale titler I inline skating og hun har vundet Master VM 1 gang og Master EM 4 gange. Grage blev den første danske kvinde på et World Inline Cup-hold og deltog I World Inline Cup I to sæsoner. Hendes bedste resultater var nr. 5 i Glarus og nr. 11 i Seoul.
Grage deltog I EM i Heerde i 2004, hvor hun blev nr. 8 på 1,000 m og nr. 13 i pointløbet. Hun deltog ligeledes ved VM i Sulmona/Pescara. Grage var på landsholdet fra 2003 til 2006.
Grage har altid rullet for Vesterbro Rulleskøjteklub og har været aktiv ifm. oprettelse af rulleskøjtebanen på Plug N Play i Ørestaden, der stod fra 2006 til 2016. Grage har også været en af initiativtagerne til CPH Friday Night Skate.

## Skøjteløbskarriere
Cathrine Grage startede sin karriere inden for hurtigløb på skøjter i 2005.
Grage var bedst på de lange distancer, men hun har sat danmarksrekorder på alle distancer, og har desuden rekorden som den dansker, der har opnået flest danske sportsrekorder med i alt 61 stk. Pr. 2014 var hun fortsat indehaver af danmarksrekorderne for kvinder på alle distancer, undtagen på 500 m- og 1000 m-distancerne, hvor rekorderne i 2011 blev slået af Sara Bak.
Grage deltog i sit første internationale mesterskab ved EM i 2006 og stillede efterfølgende op i samtlige europamesterskaber til og med 2011, men ved hvert eneste mesterskab endte hun på en placering uden for de 12 bedste løbere, som efter tre distancer fik lov til at løbe den afsluttende 5000 m-distance. Hun deltog også to gange ved VM i hurtigløb på skøjter – i 2008 og 2011 på 3000 m- og 5000 m-distancerne – med en 14.-plads på 5000 m-distancen i 2008 som bedste resultat.
Højdepunktet i karrieren blev deltagelsen ved de olympiske vinterlege i Vancouver i 2010, hvor hun blev nr. 14 på 5000 m og nr. 27 på 3000 m-distancen.
Cathrine har desuden banerekord på 10.000 M i Kardinge i Groningen. En rekord, som flere hollandske skøjteløbere har prøvet at slå.
Hun stoppede sin skøjteløbskarriere efter sæsonen 2010-11.
Cathrine Grage og Oliver Sundberg var de to første danske skøjteløbere, der opnåede internationalt niveau, siden Kurt Stille indstillede karrieren i 1964.

### Personlige rekorder[6]
Alle Cathrine Grages personlige rekorder er sat i 2009, og de var alle dansk rekord, da de blev sat.
| Distance | Tid      | Dato              | Sted                |
| -------- | -------- | ----------------- | ------------------- |
| 500 m    | 42,27    | 19. december 2009 | Calgary, Canada     |
| 1000 m   | 1:21,68  | 19. december 2009 | Calgary, Canada     |
| 1500 m   | 1:59,86  | 12. december 2009 | Salt Lake City, USA |
| 3000 m   | 4:07,73  | 11. december 2009 | Salt Lake City, USA |
| 5000 m   | 7:10,24  | 21. november 2009 | Hamar, Norge        |
| 10000 m  | 15:11,84 | 20. marts 2009    | Calgary, Canada     |

Alle disse tider er bedre end Kurt Stilles bedste resultater, hvilket op til marts 2005 var de bedste danske tider for mænd.

## Cykelsportskarriere
I 2012 blev Grage en overraskende vinder af DM i landevejscykling i såvel enkeltstart som linjeløbet.
I 2012 kørte Grage med i holdløb og World cup i Vårgårda i Sverige og deltog i et kvalifikationsstævne til VM i enkeltstart i Frankrig (Chrono Champenios), hvor hun blev nr. 6.
Første gang cykeldanmark hørte om skøjteløberen på cykel, var da hun overraskede med at blive nr. 2 i TV2's toursimulator, kun slået af Eskild Ebbesen.
I 2011-2013 kørte Grage på cykelbanen i Ballerup og blev nr. 2 til DM i 3 KM forfølgelsesløb, men opnåede sæsonens hurtigste tid for kvinder.
i 2014 blev Grage nr. 2 ved Master VM i enkeltstart i Ljubljana, kun 17 hundrededele sekund fra førstepladsen.
Grage har siden 2012 været aktiv inden for cykelcross og har tre medaljer ved de danske mesterskaber.